# مملكة لومبارديا
مملكة لومبارديا (بالإنجليزية Kingdom (of the Lombards. مملكة ظهرت في وقت مبكر من العصور الوسطى، أنشأها اللومبارديون (ينتمون للشعوب الجرمانية) في شبه جزيرة إيطاليا في الجزء الأخير من القرن السادس الميلادي. كان ملك لومبارديا يُنتخب من قبل الطبقة الأرستقراطية العليا التي تمثلها الدوقات، وقد فشلت عدة محاولات لتأسيس سلالة وراثية حاكمة. قُسمت المملكة إلى عدد من الدوقيات التي تتمتع بالحكم الذاتي، والتي قُسمت بدورها إلى مجموعة من المقاطعات الأصغر. كانت مدينة بافيا عاصمة المملكة ومركز الحياة السياسية فيها.
عارضت الإمبراطورية البيزنطية الغزو اللومباردي لإيطاليا، فقد كانت تسيطر على معظم شبه جزيرة إيطاليا حتى منتصف القرن الثامن. احتفظت الإمبراطورية البيزنطية بسيطرتها على منطقة رافينا طوال عصر مملكة لومبارديا، فقد فصلت رافينا بين مقاطعات المملكة، وقسمتها إلى دوقيات شمالية وجنوبية، وكانت دوقيات الجنوب أكبر وأكثر استقلالية من دوقيات الشمال.
اعتمد اللومبارديون تدريجياً الألقاب والأسماء والتقاليد الرومانية، وبحلول أواخر القرن الثامن اختفت جميع اللغات والملابس وتسريحات الشعر اللومباردية الخاصة. كان اللومبارديون في البداية مسيحيين أو وثنيين، وهو الأمر الذي خلق خلافاً مع السكان الرومانيين ومع الإمبراطورية البيزنطية والبابا، ولكن بحلول نهاية القرن السابع الميلادي تحولوا بشكلٍ كامل إلى الكاثوليكية، ومع ذلك فقد استمر خلافهم مع البابا وهو الأمر الذي كان مسؤولاً عن فقدانهم التدريجي للسلطة أمام الفرنجة الذين غزوا المملكة عام 774. اعتمد شارلمان ملك الفرنجة لقب «ملك اللومبارديين» على الرغم من أنه لم يكن كذلك فعلياً، ولم يتمكن من السيطرة على بينيفينتو آخر دوقية لومباردية في الجنوب، والتي كانت آخر مملكة جرمانية صغيرة في أوروبا، إلى جانب إمبراطورية الفرنجة.

## التاريخ

### القرن السادس

#### تأسيس المملكة
حاول الإمبراطور البيزنطي جستنيان إعادة بسط سلطة الإمبراطورية على أراضي الإمبراطورية الرومانية الغربية في القرن السادس الميلادي. اندلعت الحرب القوطية بين الإمبراطورية البيزنطية والمملكة القوطية (535م – 554م)، تحولت الآمال البيزنطية بانتصار مبكر وسهل إلى حرب استنزاف طويلة أدت إلى نزوح جماعي للسكان وتدمير للممتلكات. تفاقمت المشاكل أيضاً بسبب انتشار المجاعة (538-542) ووباء الطاعون الفتاك (541-542). وعلى الرغم من أن الإمبراطورية البيزنطية قد سيطرت على إيطاليا في نهاية المطاف، إلا أن الانتصار كان باهظ الثمن، لأن الحرب والمجاعة والطاعون دمرت شبه الجزيرة الإيطالية، والتي أصبحت بعد الاحتلال البيزنطي منطقة فقيرة قليلة السكان.
حاول الفرنجة حلفاء القوطيين غزو إيطاليا في نهاية الحرب القوطية لكن البيزنطيين تصدوا لهم بنجاح، تلا ذلك موجات هجرة كبيرة من اللومبارديين وهم شعب جرماني كان متحالفًا سابقًا مع الإمبراطورية البيزنطية. تحرك اللومبارديون بقيادة الملك ألبوين من بانونيا في ربيع عام 568، وسرعان ما تغلبوا على الجيش البيزنطي الصغير الذي تركه الإمبراطور نارسيس لحماية إيطاليا. حطم الغزو اللومباردي وحدة شبه جزيرة إيطاليا لأول مرة منذ الفتح الروماني (الذي بدأ في القرن الثالث قبل الميلاد). أصبحت شبه الجزيرة ممزقة حينها بين المناطق التي يحكمها اللومبارديون وتلك التي يسيطر عليها البيزنطيون. انقسمت مقاطعات اللومبارد إلى منطقتين رئيستين في إيطاليا واحدة في الشمال وأخرى في الجنوب فصلت بينهم مقاطعة رافينا التي استمرت سيطرة الإمبراطورية البيزنطية عليها لفترة طويلة.
منح الملك ألبوين بعد وصوله لإيطاليا السيادة على جبال الألب الشرقية لغيسولف وهو أكثر مساعديه إخلاصاً وقرباً منه، والذي أصبح أول دوق لفريولي في عام 568، كانت دوقية فريولي تعتمد على قوتها العسكرية وهو ما منحها قدراً أكبر من الاستقلال والحكم الذاتي مقارنة بالدوقيات الأخرى. أنشأت دوقيات أخرى لاحقاً مع مرور الوقت في أغلب المدن الرئيسية في المملكة، وكان السبب الرئيسي في ذلك الاحتياجات العسكرية العاجلة لأن الدوقات أنفسهم كانوا قادة عسكريين في المقام الأول، وكُلفوا من قبل الملك بتأمين السيطرة على الأراضي وحمايتها من الهجمات المضادة المحتملة. ومع ذلك فإن تقسيم المملكة لعدد من الدوقيات ساهم في حدوث انقسام سياسي وأضعف كثيراً القوة الملكية اللومباردية.
سيطر اللومبارديون في عام 572 على مدينة بافيا وجعلوها عاصمة للمملكة. اغتيل الملك ألبوين بعد ذلك بفترة وجيزة في مؤامرة في فيرونا خططت لها زوجته روزماند وعشيقها هيلميشيس بالتعاون مع بعض القادة، لكن محاولة هيلميشيس وروزماند لاغتصاب السلطة بدلاً من ألبوين لم تحظ إلا بدعم قليل بين اللومبارديين، واضطرا للفرار معاً إلى الأراضي البيزنطية والزواج في رافينا.

#### كليف وحكم الدوقات
تجمع خمسة وثلاثون دوقاً في بافيا لتعيين الملك كليف. وسع الملك الجديد حدود المملكة واستكمل غزو توسكيا وفرض حصاراً على رافينا. حاول كليف اتباع نفس سياسة ألبوين والتي تهدف لإلغاء المؤسسات القانونية والإدارية الموجودة في إيطاليا خلال حكم القوط والبيزنطيين. حقق كليف ذلك من خلال القضاء على الكثير من الأرستقراطيين اللاتينيين فاحتل أراضيهم وسيطر على ممتلكاتهم وأصولهم. رغم كل ذلك وقع هو أيضاً ضحية عملية اغتيال قام بها رجل من حاشيته يُعتقد أنه تواطأ مع البيزنطيين في عام 574.
لم يُعيِّن اللومبارديون ملكاً آخر بعد اغتيال كليف لمدة عقد من الزمن، بل كان الدوقات يحكمون كملوك مستقلين في مقاطعاتهم. كان الدوقات في هذه المرحلة ببساطة رؤساء عائلات مختلفة من القبائل اللومباردية، ولم يرتبطوا بعد ارتباطاً وثيقاً بالمدن، وربما يعود ذلك بشكلٍ رئيسي لأنهم تعرضوا لضغوط من محاربيهم للسماح لهم بالنهب. أدى هذا الوضع غير المستقر إلى الانهيار النهائي للهيكل السياسي والإداري الروماني - الإيطالي، والذي بقي موجوداً حتى الغزو، إذ احتفظت نفس الطبقة الأرستقراطية الرومانية الإيطالية بمسؤوليتها عن الإدارة المدنية في إيطاليا.
فرض اللومبارديون أنفسهم في إيطاليا على أنهم الطبقة المسيطرة بدلاً من السلالات الحاكمة السابقة، والتي جرى نفي أفرادها أو قتلهم لاحقاً. حصل اللومبارديون على ثلث الإنتاج الزراعي، ولكن هذه المحاصيل لم تمنح للمحاربين بل للدوقات. شكل هذه النظام الاقتصادي نموذجاً شبيهاً بالنظام الإقطاعي السائد في أوروبا.

#### التسوية النهائية
استمرت فترة الفراغ السياسي عشر سنوات، وبرزت الحاجة إلى ملكية مركزية قوية حتى بالنسبة لأكثر الدوقات استقلالاً، خصوصاً بعد ازدياد الضغط البيزنطي. وافق الدوقات على تتويج أوتاري بن كليف في عام 584، وسلموه نصف ممتلكاتهم. أعاد أوتاري تنظيم صفوف اللومبارديين وزاد من استقرار مستوطناتهم في إيطاليا. وسعى لإعلان نفسه حامياً لجميع الرومان في مملكة لومبارديا، في إشارة عدائية للبيزنطيين وتذكيرٍ بتراث الإمبراطورية الرومانية الغربية.
حقق أوتاري نجاحاتٍ عسكرية كبيرة فهزم البيزنطيين والفرنجة وأفشل التحالف بينهما، وبذلك حقق التفويض الذي كلفه به الدوقات وقت انتخابه. وفي عام 585 أجبر الفرنجة للتراجع إلى بيدمونت، وأجبر البيزنطيين على طلب هدنة للمرة الأولى منذ أن دخل اللومبارد إيطاليا، واحتل في النهاية آخر معقل بيزنطي في شمال إيطاليا قرب بحيرة كومو، وفي محاولة منه لضمان السلام مع الفرنجة حاول الزواج من أميرة الفرنجة لكن المشروع فشل. قرر الملك الشاب بعد ذلك التحول للبافاريين وهم الأعداء التقليديون للفرنجة، فتزوج من الأميرة ثيوديليندا من سلالة ليثنغ، وهي الخطوة التي أثرت على مصير المملكة لأكثر من قرن من الزمن. أدى التحالف اللومباردي البافاري إلى عودة التقارب بين الفرنجة والبيزنطيين، لكن الملك أوتاري تمكن في عام 588 وما بعده من صد هجمات الفرنجة، وتحقيق فترة طويلة من الاستقرار الداخلي في مملكة لومبارديا.
توفي الملك أوتاري في عام 590، ربما بعد أن دُس له السم في مؤامرة بحسب بعض المؤرخين. حُدد خليفة الملك بطريقة جديدة، فقد كانت الأرملة الشابة ثيوديليندا هي من اختارت الملك وزوجها الجديد أغيلولف دوق تورينو، والذي نال الموافقة الرسمية من جميعة دوقات اللومبارد التي عقدت في العام التالي في ميلانو. كان تأثير الملكة على سياسات أغيلولف ملحوظاً، إذ تُعزى القرارات الرئيسية إلى كليهما معاً.
وضع أغيلولف وثيوديليندا سياسة جديدة لتعزيز سيطرتهم على إيطاليا بعد التمرد الذي قام به بعض الدوقات في عام 594، مع تأمين حدود المملكة من خلال معاهدات السلام مع فرنسا وقبائل الأفار. انتُهكت الهدنة مع البيزنطيين بشكلٍ متكرر، وشكلت العشر سنوات التالية حتى عام 603 فترة انتعاش ملحوظ لمملكة لومبارديا.